# Brontypena pellocrossa
Brontypena pellocrossa är en fjärilsart som beskrevs av Louis Beethoven Prout 1932. Brontypena pellocrossa ingår i släktet Brontypena och familjen nattflyn. Inga underarter finns listade i Catalogue of Life.